# Chinese glanskop
De Chinese glanskop (Poecile hypermelaenus; synoniem: Parus hypermelaenus) is een zangvogel uit de familie  Paridae (mezen).

## Verspreiding en leefgebied
Deze soort komt voor in zuidelijk-centraal China en westelijk Myanmar.